# Poskromienie złośnicy (film 1967)
Poskromienie złośnicy (ang. The Taming of the Shrew) – włosko-amerykański film z 1967 roku w reżyserii Franco Zeffirellego, powstały na podstawie sztuki Williama Szekspira pod tym samym tytułem.

## Obsada
- Elizabeth Taylor jako Catharina
- Richard Burton jako Petruchio
- Cyril Cusack jako Grumio
- Michael Hordern jako Baptista
- Alfred Lynch jako Tranio
- Alan Webb jako Gremio
- Giancarlo Cobelli jako ksiądz
- Vernon Dobtcheff jako Pedant
- Ken Parry jako Krawiec
- Anthony Gardner jako Haberdasher
- Natasha Pyne jako Bianca
- Michael York jako Lucentio
- Victor Spinetti jako Hortensio
- Roy Holder jako Biondello
- Mark Dignam jako Vincentio

## Nagrody
Film był dwukrotnie nominowany do Oscara: za najlepsze kostiumy i scenografię. Otrzymał także dwie nominacje do Złotego Globu: za najlepszą komedię lub musical oraz dla najlepszego aktora w komedii lub musicalu (Richard Burton).